# Quzhou
Quzhou (kinesisk skrift: 衢州市; pinyin: Qúzhōu) er et bypræfektur i provinsen Zhejiang i Folkerepublikken Kina. Det havde en befolkning på 2.480.000 indbyggere med en tæthed på 281 indb./km² i 2007, og har et areal på 8836,52 km².
Det ligger ved Qiantang-floden, og her ligger hovedkvarteret og produktionsanlæg for Wuxijiang-dæmningen, som giver energi til et større industrikompleks i præfekturet.

## Administrative enheder
Quzhou består av to bydistrikter, et byamt og tre amter:
- Bydistriktet Kecheng – 柯城区 Kēchéng Qū ;
- Bydistriktet Qujiang – 衢江区 Qújiāng Qū ;
- Byfylket Jiangshan – 江山市 Jiāngshān Shì ;
- Fylket Changshan – 常山县 Chángshān Xiàn ;
- Fylket Kaihua – 开化县 Kāihuà Xiàn ;
- Fylket Longyou – 龙游县 Lóngyóu Xiàn.

## Trafik
Kinas rigsvej 320 går gennem området. Den begynder i Shanghai og løber mod sydvest til grænsen mellem provinsen Yunnan og Burma. Undervejs passeres blandt andet Hangzhou, Nanchang, Guiyang, Kunming og Dali.
28°57′N 118°52′Ø / 28.950°N 118.867°Ø